# شوهران در شهر
شوهران در شهر (ایتالیایی: Mariti in città) فیلمی ایتالیایی در سبک کمدی به کارگردانی لوئیجی کومنچینی است. این فیلم در سال ۱۹۵۷ به نمایش درآمد.

## بازیگران
- نینو تارانتو
- فرانکو فابریتزی
- رناتو سالواتوری
- دولوریس پالومبو
- ممو کاروتنوتو
- ماریزا مرلینی
- ایرنه چفارو
- فرانکا والری
- جورجا مول
- هلن رمی
- کلارا بیندی
- ماریو فِرِرا